# Разиграєв Олег Володимирович
Разиграєв Олег Володимирович — доктор історичних наук, доктор гуманістичних наук в галузі історії (PhD in History, Університет Марії Кюрі-Склодовської у м. Любліні (Польща)), професор кафедри всесвітньої історії Волинського національного університету імені Лесі Українки.

## Загальні відомості про викладача
Народився в м. Луцьку. Закінчив загальноосвітню школу № 26 м. Луцька (2001 р.), ВНУ ім. Лесі Українки (2006 р., магістр історії), кандидат історичних наук (2009 р.); доктор гуманістичних наук в галузі історії (2010 р.); вчене звання доцента (2015 р.), доктор історичних наук (2023 р.). З вересня 2010 р. працює у Волинському національному університеті ім. Лесі Українки.

## Практична діяльність
Разиграєв О. В. активний учасник міжнародної наукової співпраці, численних колективних грантових проектів, а саме: «Суспільство Другої Речі Посполитої» (2010—2013 рр., Інститут історії ПАН, РП); «Поєднання через важку пам'ять. Волинь 1943»: громадсько-освітній польсько-український проект (2012 р., Люблін, РП); «Перша світова війна на польських землях. Очікування — досвід — наслідки» (2014—2018 рр., Інститут історії ПАН, РП); «Обличчя суспільного бунту в Другій Речі Посполитій у добу великої кризи (1930—1935 рр.)» (2014—2019 рр., Вроцлавський університет, РП); індивідуальний грант Канадського інституту українських студій Альбертського університету на 2016—2017 рр. З 2017 р. Разиграєв О. В. учасник наукових семінарів та видавничих серій Інституту національної пам'яті Польщі присвячених комуністичному руху та східним воєводствам Другої Речі Посполитої. З квітня 2018 р. — учасник дослідницької програми «Жертви польсько-українського протистояння 1939—1947 рр.» (Український католицький університет, м. Львів). З травня 2020 р. учасник освітнього курсу «Геноцид євреїв Європи: історична перспектива та підходи до вивчення» (Український центр вивчення історії Голокосту). Разиграєв О. В. член наукової ради журналу «Rocznik Skrzatuski» (Польща), який індексується в наступних наукометричних базах: The Central European Journal of Social Science and Humanities (CEJSH, cejsh.icm.edu.pl), ICI Journals Master List (indexcopernicus.com), ERIHPlus (www.dbh.nsd.uib.no/publiseringskanaler/erihplus), BazHum (www.bazhum.pl), The Central and Eastern European Online Library CEEOL (www.ceeol.com), Polska Bibliografia Naukowa (PBN, pbn.nauka.gov.pl). Рецензував статті для таких наукових журналів: «Prace Historyczne» (Uniwersytet Jagielloński), «Pamięć i Sprawiedliwość» (Pismo Instytutu Pamięci Narodowej), «Orientalia Christiana Cracoviensia» (Uniwersytet Papieski Jana Pawła II w Krakowie), «Rocznik Przemyski» (Przemyśl), «Studia Białorutenistyczne» (Uniwersytet Marii Curie-Skłodowskiej w Lublinie).

## Викладає навчальні курси
- «Сучасна історія країн Центрально-Східної Європи»
- «Історія нових незалежних держав»
- «Друга Річ Посполита: особливості політичного, економічного та соціокультурного розвитку».

## Коло наукових зацікавлень
Сфера наукових інтересів Разиграєва О. В. охоплює історію України і Польщі у ХХ ст., польсько-українські взаємини, правоохоронну систему Волині та Східної Галичини у 1918—1939 рр.

## Наукова школа (захищені аспіранти)
- Бортник Л. В. "Корпус охорони прикордоння на Волині у 1924—1939 рр.), (2015 р.)
- Гладишук С. О. «Становлення польської адміністрації в Західній Волині у 1919—1921 рр.», (2018 р.).

## Відзнаки
- Лауреат «IV Конкурсу ім. Єжи Ґєдройця» (2010 р., диплом ІІ ступеня, Посольство РП в Україні.
- Відзнака конкурсу «Найкращий історичний дебют 2010 року ім. В. Побуг-Маліновського» (2011 р., Інститут історії Польської академії наук (ПАН), Інститут національної пам'яті РП).
- Лауреат обласної Премії імені В. Липинського в галузі суспільних наук (2011 р., диплом ІІ ступеня, Волинська обласна державна адміністрація).
- Лауреат стипендії Кабінету Міністрів України для молодих учених (2011—2013 рр.);
- Упродовж 2012/2013 та 2013/2014 н.р. — переможець конкурсу "Кращий молодий науковець СНУ ім. Лесі Українки (дипломи ІІ ступеня).
- Подяки Ректора СНУ ім. Лесі Українки (2011, 2013, 2016, 2017 рр.).
- Почесні грамоти Управління освіти і науки Волинської обласної державної адміністрації (2011, 2013, 2015 рр.). Подяка начальника управління освіти, науки та молоді Волинської облдержадміністрації (2020 р.).
- Подяка президії Національної спілки краєзнавців України (2020 р.).
- Подяка Міністерства освіти і науки України (2020 р.).

## Публікації наукові
Автор більше 140 наукових публікацій.
Вибрані публікації:
Монографії:
Одноосібні
- Разиграєв О. В. Польська державна поліція на Волині у 1919—1926 роках. Вид. 2-ге, виправл. і доповн. Луцьк: Волинські старожитності, 2012. 444 с.
- Разиграєв О. В. По обидва боки фронту. Громадські організації на Волині в роки Великої війни: 1914—1918 рр. Луцьк: Вежа-Друк, 2018. 242 с.
- Razyhrayev Oleh. Policja Państwowa w województwie wołyńskim w okresie międzywojennym. Warszawa: IPN, 2019. 456 s. + wkładka 24 s., ISBN 978-83-8098-535-3, (seria «Monografie», t. 139).

Колективні
- Разиграєв О. В. Історія органів державної безпеки на Волині: документально-публіцистичне вид. / наук. ред. М. М. Кучерепа; за заг. ред. В. А. Мельникович. Луцьк: Ініціал, 2012. C. 16–41 (240 c.).
- Razyhrayev Oleh. Przestępczość kryminalna na południowo-wschodnich terenach Drugiej Rzeczypospolitej (Wołyń oraz Galicja Wschodnia) w latach 1921—1926 // Margines społeczny Drugiej Rzeczypospolitej (Metamorfozy społeczne (IH PAN), t. 6 / Red. nauk. M. Rodak. Warszawa: Wydawnictwo Instytutu Historii Polskiej Akademii Nauk, 2013. S. 161—183 (361 s.).
- Razyhrayev Oleh. Policja Państwowa II Rzeczypospolitej Polskiej wobec ruchu komunistycznego na Wołyniu w latach 1926—1939 // Komuniści w II Rzeczypospolitej. Ludzie — struktury — działalność / Pod red. M. Bukały i M. Krzysztofińskiego. Rzeszów: Wydawnictwo Instytutu Pamięci Narodowej, 2015. S. 447—463 (648 s.).
- Разиграєв О. В. Політичний вектор українсько-норвезької взаємодії // Україна — Норвегія: тривале партнерство заради майбутнього / Гол. Ред. І. Коцан. Київ, 2017. С. 25–41 (96 c.)
- Razyhrayev Oleh. Organizacje społeczne na Wołyniu w czasie І wojny światowej: struktura, zadania, formy aktywności // Metamorfozy społeczne (IH PAN), t 20. Studia i materiały do dziejów społecznych Polski 1914—1918. Red. K. Sierakowska. Warszawa: Wydawnictwo Instytutu Historii Polskiej Akademii Nauk, 2018. S. 85–116 (391 s.).
- Razyhrayev Oleh. Революционные события 1917—1921 гг. на Волыни в свете украинской историографии // Dni, które wstrząsnęły światem? Rewolucje w imperium rosyjskim w 1917. Pod red. P. Cichorackiego, R. Klementowskiego, M. Ruchniewicz. Wrocław. Warszawa: IPN, 2019. S. 209—227.

Статті:
1. Razyhrayev Oleh. Udział Policji Państwowej województwa wołyńskiego w ochronie granicy wschodniej w latach 1921—1924 // Pamięć i Sprawiedliwość (Pismo Instytutu Pamięci Narodowej). 2010. Nr 1. S. 211—231.
2. Razyhrayev Oleh. Organizacja i funkcjonowanie służby śledczej na Wołyniu w dwudziestoleciu międzywojennym. Cz.1. Lata 1919—1926 // Przegląd Policyjny. 2010. Nr 2 (98). S. 56–76.
3. Razyhrayev Oleh. Organizacja i funkcjonowanie służby śledczej na Wołyniu w dwudziestoleciu międzywojennym. Cz.2. Lata 1927—1939 // Przegląd Policyjny. 2010. Nr 3 (99). S. 61–78.
4. Razyhrayev Oleh. Życie kulturalno-oświatowe Policji Państwowej w województwie wołyńskim w latach 1919—1939 // Rocznik Chełmski. 2010. T.14. S. 185—196.
5. Razyhrayev Oleh. Policja Państwowa wobec ruchu antypaństwowego i dywersyjnego na terenie województwa wołyńskiego w latach 1921—1926 // Annales UMCS. Sec. F (Historia). 2010. Vol. LXV.1. S. 29–51.
6. Razyhrayev Oleh. Policja Państwowa a życie społeczno-polityczne Wołynia (1921—1939) // Historia i dziedzictwo regionów w Europie Środkowo-Wschodniej w XIX i XX w. / Red. M. Stolarczyk, A. Kawalec, J. Kuzicki. Rzeszów, 2011. S. 394—409.
7. Razyhrayev Oleh. Referat Naczelnika Okręgowego Urzędu Policji Politycznej w Łucku nadkomisarza Kazimierza Ziołowskiego «Geneza i stan ruchu komunistycznego w Polsce w obecnej chwili i jego plany na najbliższą przyszłość oraz ruch komunistyczny na Wołyniu» // Rocznik Lubelski. 2012. T. XXXVIII. S. 197—207.
8. Razyhrayev Oleh. Życie religijne w łuckim więzieniu w latach 1919—1939 // Państwo-religia. Instytucje państwowe i obywatele wobec religii w Europie Środkowo-Wschodniej w XX wieku. Tom 1. Pod red. Jarosława Durki. Sto sześćdziesiąte siódme wydawnictwo Kaliskiego Towarzystwa Przyjaciół Nauk. Kalisz, 2014. S. 65–78.
9. Razyhrayev Oleh. Надзор государственной полиции Второй Речи Посполитой за общественно-политической жизнью украинцев Восточной Галиции в межвоенный период // Wrocławskie Studia Wschodnie. 2014. № 18. С.117–137.
10. Разиграєв О. В. Луцька в'язниця між двома світовими війнами: становлення, організація, особливості функціонування // Український історичний збірник Інституту історії України НАН України / За заг. ред. Т. Чухліба. Київ, 2014. Вип. 17. С.185–193.
11. Разиграєв О. В. Генезис пенітенціарної системи міжвоєнної Польщі (1918—1922 рр.) // Український історичний збірник Інституту історії України НАН України. / За заг. ред. Т. Чухліба. Київ, 2015. Вип. 18. С.164–174.
12. Razyhrayev Oleh. Policja wobec zagadnienia ukraińskiego na Wołyniu w świetle interpelacji poselskich z lat 1922—1924 // Wschód Europy. 2015. Vol.1 (No 2). S. 11–26.
13. Разиграєв О. В. Степан Шухевич — адвокат, військовий, суддя (штрихи до історичного портрета) // Адвокатура України: забуте і невідоме. Серія «Нариси з історії адвокатури України». Вип. 2. / За ред. І. Б. Василик. К., 2016. С. 445—473.
14. Razyhrayev Oleh. Dokumenty sądowe w sprawie zamachu na Henryka Józewskiego // Niepodległość. 2016. T. LXV. S. 215—232.
15. Разиграєв О. В. Задоволення релігійних потреб у пенітенціарних закладах Волині та Східної Галичини в умовах міжвоєнної Польщі (1918—1939 рр.) // Scriptorium nostrum. Електронний історичний журнал. Херсон, 2018. Вип. 1 (10). С. 219—234.
16. Razyhrayev Oleh. Więzienie Karno-Śledcze w Kaliszu 1918—1939: wybrane problemy // Polonia Maior Orientalis. 2018. T. V. S. 61–79.
17. Разиграєв О. Українці в Березі Картузькій у 1934 р.: чисельність та режим утримання // Краєзнавство. 2018. № 4. С. 211—222.
18. Razyhrayev Oleh. Działalność kapelanów rzymsko- i greckokatolickich w więzieniach Galicji Wschodniej w okresie międzywojennym // Rocznik Skrzatuski. 2019. T. VII. S. 211—224.
19. Razyhrayev Oleh. Z Wielkopolski na Wołyń. Dokumenty służby policyjnej Stefana Lubańskiego (1901—1940) // Polonia Maior Orientalis. 2019. T. VI. S. 215—227.
20. Разиграєв О. Кримінальні та політичні в'язні у львівській тюрмі «Бригідки» у 1918—1939 роках // Вісник Пенітенціарної асоціації України. 2019. № 3. С. 20–29.
21. Razyhrayev Oleh. Комуністи в пенітенціарних закладах Другої Речі Посполитої (на прикладі Луцької в'язниці Волинського воєводства): джерела до вивчення // Res Gestae. 2020. t. 10. S. 139—153.
22. Razyhrayev Oleh. Chrześcijańscy kapelani w więzieniach II Rzeczypospolitej w świetle dokumentów archiwalnych (na przykładzie więzienia w Równem) // Rocznik Skrzatuski. 2020. T. VIII. S. 237—249.
23. Разиграєв О. Степан Бойко (1901—1930): націонал-комуніст та політв'язень міжвоєнної Польщі // З архівів ВУЧК-ГПУ-НКВД-КГБ: науковий і документальний журнал / Інститут історії України НАН України. 2020. № 1 (53). С. 153—176.
24. Разиграєв О. Організація діяльності пенітенціарної системи Польщі у 1918—1939 рр. // Європейські історичні студії. 2020. № 16. С. 126—141.
25. Razyhrayev Oleh. W obronie więzionych komunistów. Czerwona Pomoc Zachodniej Ukrainie: struktura organizacyjna i działalność na Wołyniu i w Galicji Wschodniej w okresie międzywojennym // Pamięć i Sprawiedliwość (Pismo Instytutu Pamięci Narodowej). 2020. Nr 1 (35). S. 252—274.
26. Разиграєв О. Повсякдення в'язня в пенітенціарних закладах ІІ Речіпосполитої: вибрані аспекти (за матеріалами Волині та Східної Галичини) // Український історичний журнал. 2020. № 4. С. 85–96.

Навчально-методичні публікації
1. Разиграєв О. В. Історія новітнього часу. Програма навчальної дисципліни Луцьк: Східноєвропейський національний університет імені Лесі Українки, 2013. 21 с.
2. Разиграєв О. В. Історія новітнього часу. Робоча програма навчальної дисципліни. Луцьк: Східноєвропейський національний університет імені Лесі Українки, 2013. 36 с.
3. Разиграєв О. В. Друга Річ Посполита: особливості політичного, економічного та соціокультурного розвитку. Програма навчальної дисципліни. Луцьк, 2013. 23 с.
4. Разиграєв О. В. Друга Річ Посполита: особливості політичного, економічного та соціокультурного розвитку. Робоча програма навчальної дисципліни. Луцьк, 2013. 29 с.
5. Разиграєв О. В. Сучасна історія Східної Європи. Програма навчальної дисципліни. Луцьк: Східноєвропейський національний університет імені Лесі Українки, 2014. 17 с.
6. Разиграєв О. В. Сучасна історія Східної Європи. Робоча програма навчальної дисципліни. Луцьк: Східноєвропейський національний університет імені Лесі Українки, 2014. 28 с.
7. Разиграєв О. В. Холодна війна: витоки, етапи, наслідки. Програма навчальної дисципліни. Луцьк: Східноєвропейський національний університет імені Лесі Українки, 2014. 18 с.
8. Разиграєв О. В. Холодна війна: витоки, етапи, наслідки. Робоча програма навчальної дисципліни. Луцьк: Східноєвропейський національний університет імені Лесі Українки, 2014. 24 с.
9. Разиграєв О. В. Історія науки і техніки: програма вибіркової навчальної дисципліни. Луцьк: Східноєвропейський національний університет імені Лесі Українки, 2019. 37 с.
10. Разиграєв О. В. Холодна війна: витоки, етапи, наслідки. Програма вибіркової навчальної дисципліни. Луцьк: Східноєвропейський національний університет імені Лесі Українки, 2020. 24 с.
11. Разиграєв О. В. Друга Річ Посполита: особливості політичного, економічного та соціокультурного розвитку. Програма вибіркової навчальної дисципліни. Луцьк: Східноєвропейський національний університет імені Лесі Українки, 2020. 23 с.

## Контакти викладача
43025, м. Луцьк, вул. Шопена, 24 (корпус D)
E-mail: razygraev@ukr.net